# 費多里夫卡 (戈夏區)
50°35′10″N 26°47′59″E / 50.58611°N 26.79972°E
費多里夫卡（烏克蘭語：Федорівка）是位於烏克蘭西北部里夫內州裏里夫內區的村莊，始建於1546年，面積3.15平方公里，海拔高度245米，2001年人口641，人口密度每平方公里203.4人。